# Bình Hiệp, Tây Ninh
Bình Hiệp là một xã thuộc tỉnh Tây Ninh, Việt Nam.

## Địa lý
Xã Bình Hiệp có vị trí địa lý:
- Phía đông nam giáp xã Bình Hòa.
- Phía tây giáp xã Tuyên Bình và xã Tuyên Thạnh.
- Phía nam giáp phường Kiến Tường.
- Phía bắc giáp Vương quốc Campuchia.

Xã Bình Hiệp có diện tích tự nhiên là 123,68 km², quy mô dân số năm 2025 là 21.420 người.

## Lịch sử
Trước đây, xã Bình Hiệp thuộc huyện Mộc Hóa.
Ngày 4 tháng 4 năm 1989, Hội đồng Bộ trưởng ban hành Quyết định 37-HĐBT. Theo đó, tách một phần diện tích và dân số của xã Bình Hiệp để thành lập xã Bình Tân.
Từ ngày 18 tháng 3 năm 2013, xã Bình Hiệp thuộc thị xã Kiến Tường như hiện nay.

### Năm 2025
- Ngày 12 tháng 6 năm 2025, Quốc hội khóa XV ban hành Nghị quyết số 202/2025/QH15 về việc sắp xếp đơn vị hành chính cấp tỉnh[5]. Theo đó, sắp xếp toàn bộ diện tích tự nhiên, quy mô dân số của tỉnh Long An và tỉnh Tây Ninh thành tỉnh mới có tên gọi là tỉnh Tây Ninh.

- Ngày 16 tháng 6 năm 2025, Ủy ban Thường vụ Quốc hội khóa XV ban hành Nghị quyết số 1682/NQ-UBTVQH15 về việc sắp xếp các đơn vị hành chính cấp xã của tỉnh Tây Ninh năm 2025[6]. Theo đó, sắp xếp toàn bộ diện tích tự nhiên, quy mô dân số của các xã Thạnh Trị, Bình Tân [thị xã Kiến Tường], Bình Hòa Tây [huyện Mộc Hóa] và Bình Hiệp [thị xã Kiến Tường] thành xã mới có tên gọi là xã Bình Hiệp.

## Hành chính
Xã Bình Hiệp được chia thành 5 ấp: Gò Dưa, Ông Nhan Tây, Ông Lễ,Ông Nhan Đông, Tầm Đuông.